# Мирка Гинова
Мирка Гинова (1916-1946), Ирини Гини (грч. Ειρήνη Γκίνη) је била грчка и македонска револуционарка, припадница грчког Народноослободилачког фронта и учесница Грчког грађанског рата.

## Биографија
Мирка Гинова рођена је 1916. године у селу Русилову у Егејској Македонији, у породици етничких Македонаца. Њен отац Коста Гинов је био учесник Илинданског устанка. Мирка је завршила учитељску школу 1939. међутим због свог порекла, током режима Јоаниса Метакаса дуго је имала проблема да пронађе посао, да би се на крају запослила као учитељица у селу у близини Водена.
Постаје чланица ОКНЕ, омладинске секције Комунистичке партије Грчке, а током 1943. бива примљена и у партију.
Делује на подручју Пеле, где координира и регрутује егејске Македонце у Славјаномакедонски народноослободилачки фронт, секцију егејских Македонаца у оквиру оружаних формација Комунистичке партије Грчке.
Након завршетка Другог светског рата учествује у Грчком грађанском рату у оквиру Народноослободилачког фронта, чији је примарни задатак у почетку била заштита македонске мањине од белог терора од стране грчких монархиста, где је Гинова изабрана за чланицу Извршног већа, а постаје активна и у Антифашистичком фронту жена.
Током 1946. бива заробљена заједно са још шест сабораца. Према неким изворима, приликом хапшења је пружила оружани отпор и смртно ранила два жандарма. Бива одведена у Воден, где је мучена, осуђена на смрт и стрељана заједно са шест својих сабораца.
Осуђена је под оптужбом за организовање оружане групе ради сепаратизма, што је Мирка Гинова негирала на суђењу и изјавила да се борила за равноправност македонског народа у оквиру Грчке, под вођством Комунистичке партије Грчке.
Грчки војник који је присуствовао њеном погубљењу шаље писмо њеном оцу Кости Гинову, у коме хвали њено држање приликом извршења смртне казне.
Била је прва жена у модерној грчкој историји над којом је извршена смртна казна из политичких разлога.

## Наслеђе
Мирка Гинова се сматра македонском народном хероином. У Македонији више културних установа и улица носи њено име. Улица названа по Мирки Гиновој такође постоји и у Атини.
У Битољу је 2006. године постављена и њена спомен-биста, на којој поред њеног имена пише "народни херој".
Споменик Мирки Гиновој је током 2019. подигнут и у Велесу.
Смрт Мирке Гинове је опевана у македонској народној песми Тихо Мирка си заспала. Затим у песми Мирка на Гинови. Такође је опевана у песми Хиљаду деветсто четрдесет шеста.
Приликом свог обраћања у Хеленском парламенту 2019. поводом склапања Преспенског споразума са Северном Македонијом, грчки премијер Алексис Ципрас је поменуо Мирку Гинову.